# Похищение Седы Сулеймановой
Похищение Се́ды Сулейма́новой произошло в 2023 году. Сулейманова бежала от родственников из-за отказа вступать в брак, но была задержана российскими силовиками и отправлена в Чечню. Как предполагают правозащитники, скорее всего, убита без суда.

## Биография
Сулейманова родилась в 1997 году в Грозном. Её отец погиб, когда ей было два года, во время Второй чеченской войны, находясь в колонне чеченских беженцев, обстрелянных российскими войсками. Главным в семье стал её старший брат. Она росла в консервативном окружении, но была более свободным человеком, чем там принято. С 18 лет Сулейманову собирались выдать замуж, но она отказывалась вступать в навязанный брак.
Сулейманова окончила медицинский колледж и работала бариста. Она жила двойной жизнью: для родственников соблюдала чеченские традиции, но в тайне переписывалась с людьми в Интернете и общалась в кофейне. Мать догадывалась об этом, обыскивала её вещи и запрещала гулять после работы, а также угрожала рассказать брату о её «поведении».

### Побег из дома
В 2022 году Сулейманова благодаря помощи Кризисной группы «СК SOS» сбежала из дома и переехала в Санкт-Петербург, где стала работать бариста. Неделю совместно снимала квартиру с подругой Леной Патяевой, после чего Сулейманову обнаружил её двоюродный брат Ахмад Батаев, пришедший к ней в кафе и намеревавшийся вернуть её в Чечню, но она смогла сбежать от него через заднюю дверь.
После этого девушка уволилась и переехала в шелтер «СК SOS». Через несколько месяцев Сулейманова вышла из шелтера и в апреле 2023 года съехалась со Станиславом Кудрявцевым, с которым познакомилась через приложение для знакомств и за которого она планировала выйти замуж.

### Похищение
23 августа 2023 года полицейские задержали её, заявив, что якобы она подозревается в краже украшений матери на сумму 150 тысяч рублей и увезли обратно в Чечню. По данным «СК SOS», задержание в рамках сфабрикованного уголовного дела — распространённая практика, с помощью которой в Чечню насильно возвращают сбежавших оттуда людей. СМИ называют такое задержание похищением.
В Чечне Сулейманову передали её родственникам. Уполномоченный по правам человека в Чечне Мансур Солтаев через несколько дней после похищения опубликовал фотографию Сулеймановой, а в сентябре выложил видео, на котором она не произносит ни слова и не улыбается.
Правозащитники из «СК SOS» пытались договориться с родственниками Сулеймановой, а Кудрявцев принял ислам, чтобы родственники разрешили брак, но они не соглашались. В ноябре родственники девушки агрессивно реагировали на попытки связаться с ней.
В феврале 2024 года «СК SOS» опубликовали информация, что Сулейманову могли убить в Чечне; они подозревают, что она стала жертвой «убийства чести».
Патяева, ставшая подругой Сулеймановой, организовала кампанию по её поиску и спасению, писала обращения в СМИ и ведомства и неоднократно выступала с одиночными пикетами об её деле. Она заявила, что «то, что она жила с мужчиной, с русским женихом в Питере, это уже достаточный повод для убийства».
В апреле 2024 года Следственный комитет России возбудил уголовное дело по факту пропажи Сулеймановой.
В июне 2025 года МВД России объявило Седу в розыск, как пропавшую без вести.

## Реакция в обществе
В январе 2025 подруга Сулеймановой вышла на одиночный пикет в Санкт-Петербурге с требованием провести эффективное расследование дела пропавшей подруги. Ей назначили 20 часов обязательных работ по статье о несогласованном публичном мероприятии. 20 марта девушка повторила акцию в Грозном выйдя на одиночный пикет с плакатом «Где Седа Сулейманова?». Перед акцией девушка опубликовала текст в котором объяснила свою позицию, тем, что «хочет добиться внимания российских властей и общества к пропаже подруги».
С начала 2024 года акции в поддержку Сулеймановой неоднократно проходили в более 5 странах, в том числе Мексике, Германии, Польше и Грузии. Протестующие выходили к дипломатическим посольствам России с плакатами «Где Седа?» и «Нет убийствам чести!».